# Малороссийский родословник
Малороссийский родословник — издание в 4 (5) томах, содержащее росписи 240 малороссийских казацко-старшинских родов. Спонсировали издание братья Андрей и Николай Стороженко, пирятинские землевладельцы, историки и общественные деятели. Книга посвящена памяти В. В. Руммеля.

## История создания
Под руководством русского генеалога Витольда Руммеля Вадим Модзалевский приобщился к генеалогии. Началу генеалогических поисков способствовал также переезд в 1884 году в Санкт-Петербург, где им и была собрана основная база материалов для его будущего генеалогического справочника.
Четыре тома Родословника были изданы в период с 1908 года по 1914 годы. С выходом в отставку и переездом в Чернигов в 1911 году исследователь также расширил круг своих интересов, добавив к ним геральдику и сфрагистику.
Фундаментальный труд «Малороссийский родословник», по замыслу автора, должен был стать завершающим в разработке направления синтеза генеалогических и бытовых аспектов истории социально-политической элиты Гетманщины. Своё задание автор понимал в представлении родословных росписей максимально детализировано и стремился снабдить тексты родословника кроме чисто генеалогических также общеисторическими данными судебного, имущественного и прочего биографического характера.
Пятый том издан пятью выпусками по сохранившимся рукописям Модзалевского в 1996—2004 гг.

## Список родов, внесённых в родословник

### А — Д
Модзалевский В. Л. Малороссийский родословник. — Т. 1. — Киев, 1908.
- Адасовские
- Апостолы
- Армашевские
- Афендики
- Бакуринские
- Безбородки
- Березовские
- Берлы
- Бобыри
- Божичи
- Болдаковские
- Бороздны
- Бороховичи
- Барсуки
- Борсуки
- Бразоли
- Бразоли-Брушковские
- Брежинские
- Брюховецкие
- Будлянские
- Булавки
- Бутовичи
- Буцкие
- Белецкие-Носенки
- Вакуловичи
- Валькевичи
- Велецкие
- Велинские
- Вечорки
- Войцеховичи
- Володковские
- Волевачи
- Выговские
- Галаганы
- Галенковские
- Галецкие
- Гамалеи
- Герцик
- Гнедичи
- Гоголи-Яновские
- Голубы
- Горкавенки
- Горленки
- Грабянки
- Гребёнки
- Грембецкие
- Гречаные
- Громеки
- Губчицы
- Гудовичи
- Гулаки
- Дараганы
- Дворецкие
- Деркачи
- Дмитрашки-Райчи
- Добронизские
- Долинские
- Домонтовичи
- Дорошенки
- Дублянские
- Дунины-Борковские
- Дыздаревы

### Е — К
Модзалевский В. Л. Малороссийский родословник. — Т. 2. — Киев, 1910.
- Есимантовичи (Есимонтовские)
- Ждановичи
- Жилы
- Жоравки
- Жураковские
- Журманы
- Жученки и Жуковские
- Заборовские
- Тимченки-Заборовские
- Забелы
- Заводовские
- Заройки
- Закревские
- Заньковские (Занковские)
- Зарудные
- Заруцкие
- Засядки
- Затыркевичи
- Зеленские
- Значко-Яворские
- Золотаренки
- Иваненки
- Ильяшенки
- Исаевичи
- Искрицкие
- Искры
- Калиновские
- Кандибы
- Каниевские
- Капнисты
- Капцевичи
- Карновичи
- Карпеки
- Карпинские
- Катериничи
- Кованьки
- Кодинцы
- Кожуховские-Ференсбахи
- Козельские
- Кольчевские
- Комаровские
- Кондзеровские
- Кониские
- Константиновичи
- Корецкие
- Корицкие
- Коробки
- Коровки-Вольские
- Коропчевские
- Корсуны
- Коссовичи (Косовичи)
- Костенецкие
- Косюры
- Кочубеи
- Краснокутские
- Красовские
- Криштафовичи
- Кузьминские (Кузминские)
- Кулаковские
- Кулябки и Кулябко-Корецкие
- Кураховские
- Кутневские

### Л — О
Модзалевский В. Л. Малороссийский родословник. — Т. 3. — Киев, 1912.
- Лагоды
- Лазаревичи
- Ласкевичи
- Лашкевичи
- Левенцы
- Левченко
- Леонтовичи
- Леневичи и Линевичи
- Лесевичи
- Лизанкевичи
- Лизогубы
- Лисаневичи
- Лисенки
- Лисицы
- Лихопои и Лихопои-Башевские
- Лишины (Лишени)
- Лобысевичи
- Ломиковские
- Лукашевичи
- Лукомские
- Лукьяновичи-Лиждвои
- Лесеневичи
- Лесницкие
- Магденки
- Мазапеты
- Бродовичи и Мазапеты-Бродовичи
- Мазараки
- Мазепы
- Маковские
- Максимовичи-Васильковские
- Максимовичи (Левченки-Звенигородские)
- Малама
- Мандрыки
- Манджосы и Манжосы
- Мануйловичи
- Марковичи
- Мартосы
- Мархоленки и Михайленки
- Масюковы
- Миклашевские
- Милорадовичи
- Мировичи
- Многогрешные
- Мовчаны
- Модзалевские
- Мокриевичи
- Молявки
- Небабы
- Неверовские
- Немировичи-Данченко
- Нестелеи
- Новаковичи
- Новицкие
- Носикевичи
- Обидовские
- Оболонские и Каневские-Оболонские
- Огиевские
- Ограновичи и Огроновичи (Корнеевичи)
- Остроградские
- Острянские

### П — С
Модзалевский В. Л. Малороссийский родословник. — Т. 4. — Киев, 1914.
- Парпуры
- Паскевичи
- Петровские
- Петрункевичи
- Пиковцы
- Пилатовичи
- Пироцкие
- Плотные
- Плешко
- Покорские
- Покорские-Жоравки
- Полетики
- Политковские
- Полоницкие
- Полуботки
- Посудевские
- Почеки и Пучковские
- Псиолы (Пселы)
- Пушкаренки
- Радичи
- Разумовские
- Раковичи
- Ракушки-Романовские
- Рашевские
- Рашки
- Роговичи
- Родзянки
- Романовичи
- Рославцы
- Рощаковские[укр.]
- Рубцы
- Руновские
- Рустановичи
- Савицкие
- Савичи
- Самойловичи
- Сахновские
- Сахно-Устимовичи
- Светы
- Свечки
- Себастиановичи
- Селецкие
- Семеки
- Силевичи
- Силичи
- Силичи-Полянские
- Симоновские
- Скоропадские
- Скорупы
- Слюзы
- Соломки
- Солонины
- Старицкие
- Стаховичи
- Стороженки
- Судиенки
- Сулимы

### Т — Я
Модзалевский В. Л. Малороссийский родословник. — Т. 5, вып. 1-5. — Киев, СПб., 1996—2004. Издано по оставшимся рукописям Модзалевского
- Танские
- Тарасевичи
- Тарновские
- Тернавиоты
- Товстолесы
- Томары
- Тройницкие
- Тризны
- Троцины
- Троцкие
- Троцкие-Сенютовичи
- Туманские
- Туранские
- Тимошенко
- Трощинские
- Турковские
- Фаи
- Фаи (Хваи) -Зеневичи
- Фененки
- Ханенки
- Ходолеи
- Ходоты
- Холодовичи
- Чарныши
- Черняки
- Чесноки
- Чуйкевичи
- Шаулы
- Шендюхи
- Шираи
- Шрамченки
- Шубы
- Шумы
- Яворские
- Якимовичи (Якимовичи-Кожуховские)
- Якубовичи
- Якубовичи-Барло
- Янжулы

---
- Зиневичи
- Кирьяковы
- Максимовские
- Нарбуты
- Подольские